# Stadio municipale di Ptuj
Lo stadio municipale di Ptuj (in sloveno Mestni stadion Ptuj) è uno stadio calcistico di Ptuj, in Slovenia. Vi gioca le gare casalinghe il Drava Ptuj.
Il 10 ottobre 2008 è stato sede dell'incontro Slovenia-Norvegia (2-4), valevole come gara di qualificazione al campionato europeo Under-19. Nel corso del match è stato sperimentato l'utilizzo di due giudici di porta, coadiuvanti la terna arbitrale, guidata dall'arbitro italiano Nicola Rizzoli. Gli assistenti erano Di Liberatore e Maggiani, i giudici di porta Andrea De Marco e Massimiliano Saccani. In tribuna era presente anche il presidente dell'UEFA Michel Platini, che ha caldeggiato la sperimentazione.